# Ikvai-Szabó Imre
Ikvai-Szabó Imre (Kaposvár, 1960. augusztus 17. – ) magyar szociálpolitikus, politikus, országgyűlési képviselő.

## Életpályája

### Iskolái
1978–1982 között a Kossuth Lajos Katonai Főiskola hallgatója volt. Ezután elvégezte az Eötvös Loránd Tudományegyetem szociálpolitikai szakát is.

### Pályafutása
1982–1987 között hivatásos katonatiszt volt.

### Politikai pályafutása
1995-től a Főpolgármesteri Hivatal munkatársa; a főpolgármester-helyettes irodavezetője és szociálpolitikai referense. 2002-től a Fővárosi Közgyűlés tagja (SZDSZ). 2002–2005 között a Szociális és lakásbizottság elnöke volt. 2005–2010 között Budapest főpolgármester-helyettese volt. 2005–2006 között a szociális ügyekért, 2007-től a pénzügyekért felelős főpolgármester-helyettes. 2006-ban országgyűlési képviselőjelölt volt. 2006–2007 között frakcióvezető volt. 2009–2010 között országgyűlési képviselő volt.